# 静寄山庄
静寄山庄，又名盘山行宫，位于天津市蓟县官庄镇联合村盘山东南麓，是清朝北京以外规模仅次于避暑山庄的第二大皇家行宫。

## 历史
清朝乾隆九年（1744年），乾隆帝开始在盘山兴建静寄山庄，乾隆十九年（1754年）完工。清朝末年傅增湘《〈静寄山庄歌〉有序》记载：“山庄在盘山之阳，乾隆九年所建，规制差仿避暑山庄，垣周七里半。其后略加恢廓。”整座静寄山庄占地面积6000多亩，分为内八景、外八景、新增六景，并且附列十六景，共计三十八景。静寄山庄是清朝在避暑山庄、圆明园之后兴建的第三大皇家园林。
清朝内务府下属盘山行宫（静寄山庄）的主官为“盘山总管”，额设一员，从五品，掌理盘山行宫的陈设、洒扫、修缮、守卫等事宜，并且兼管烟郊、白涧、桃花寺、隆福寺、大新庄、𩫾髻山等处行宫事务。
静寄山庄建成之后，乾隆帝驻跸三十二次，嘉庆帝驻跸七次。嘉庆十五年（1810年）以后，清朝皇帝再未来此。道光十一年（1831年），裁撤盘山行宫（静寄山庄），全部陈设运往避暑山庄。但是直至清朝末年，静寄山庄一直设有园官进行看守。1926年，陕军胡景翼部为筹集军饷，伐树拆屋，对静寄山庄造成毁灭性破坏。园官也不断盗卖静寄山庄财物，静寄山庄仅存遗址。21世纪初，盘山脚下的石趣园景区，大部分便在静寄山庄旧址上。
2012年，天津市蓟县旅游局提出静寄山庄恢复工程，计划招商合作投资30亿元人民币，按照历史原貌恢复静寄山庄内八景，并建设配套服务设施。
静寄山庄所在的盘山，过去有许多寺庙。智朴《盘山志》记载，盘山共有22寺、2院、29庵、10静室、9庙、5台、5桥、1寨、4亭、2轩、3佛塔、100余骨塔。这些建筑因受20世纪的战争等因素影响，大部分被毁，仅存的天成寺舍利塔（古佛舍利塔）、定光佛舍利塔被列为天津市文物保护单位；多宝佛塔、普照禅师塔等建筑被列为蓟县文物保护单位。改革开放后，盘山发展旅游业，先后重建了天成寺、万松寺、云罩寺等建筑。

## 建筑
静寄山庄的地势南低北高，周围用虎皮石砌成界墙。山庄内东、西各有一条山涧，中间夹有一坡。两涧的水在山庄南端汇合。山庄北部纵横沟壑，南部地势平缓，最北面偏西有座小山，当地人称“石佛山”。山庄分为行宫和苑景两个部分。
山庄建成后，乾隆帝确定了内、外八景。内八景位于山庄内。外八景是山庄外的盘山诸景。合称“御题十六景”。后来又新增六景。
- 内八景：静寄山庄、太古云岚、层岩飞翠、清虚玉宇、众音松吹、镜圆常照、四面芙蓉、贞观遗踪。
- 外八景：天成寺、万松寺、舞剑台、盘谷寺、云罩寺、紫盖峰、千像寺、浮石舫。
- 新增六景：半天楼、池上居、农乐轩、雨花室、泠然阁、小普陀。
- 附列十六景：

### 行宫部分
包括静寄山庄、太古云岚、寿萱堂、层岩飞翠四组建筑，各自建有宫墙，当地人称前宫（静寄山庄）、中宫（太古云岚、寿萱堂）、后宫（层岩飞翠）。
- 静寄山庄：即是整座行宫的总称，也是内八景之一，位于山庄南端。主体建筑与整座山庄的正门——大宫门在同一条中轴线上，主体建筑题额曰“知仁乐处”，是乾隆帝在山庄内的听政之处。主体建筑面阔七间，卷棚歇山顶，四周有回廊连接附属建筑，形成四合院。东有“松岩寒翠”斋，为宴见群臣之处。再向东是“镜澜亭”，位于涧水畔，涧上有桥，桥东向北是山路。静寄山庄的范围包括大宫门、松岩寒翠、镜澜亭，21世纪初均位于天津市公用局疗养院（憩园）内。涧水以东还有小宫门，为供园官、杂役进出的便门，21世纪初为天津市财税疗养院占用。
- 太古云岚：位于静寄山庄以北偏东的小高地之上，为内八景之一。《钦定盘山志》记载：“山椒拾极而上，地旷而见远，为穹宇复阁。”主体建筑两层，面阔五间，卷棚歇山顶。御题额曰“太古云岚”，取静似太古的意思。自此处俯瞰“若琉璃巨海，光照一切。”主体建筑以西有引胜轩、畅远斋、接要楼。北面为韵松杆。太古云岚乃山庄规模最大的建筑群，由多个四合院构成，建筑间有回廊。21世纪初为农户居住，原有的宫墙和建筑基址仍残存。
- 寿萱堂：位于太古云岚以东，地势较低，为皇太后憩所。为独立院落，和韵松轩之间有步廊，供皇帝晨昏来此问视。前殿后寝格局，前殿为四合院式，都是卷棚式建筑，寝宫为“勾连搭”。21世纪初为农户居住，原有的柱础和建筑基址仍残存。
- 层岩飞翠：位于太古云岚偏东，石佛山东南脚，为内八景之一。主体建筑为澹怀堂，前面有牌楼、过厅，还有东配房、西配房，形成四合院。另有东跨院、西跨院，西跨院内有撷翠楼、云起阁，东跨院面积小，北墙外面是石径，通往绿缛亭、石林精舍。[5]

### 苑景部分
苑景部分分为东涧、西涧、山岳三个区。
- 东涧区：山庄东部地区被一条很大的山涧纵贯。有四面云山、极望澄鲜、林深石润、清虚玉宇、小普陀、池上居、农乐轩等景致。[5]
  - 四面云山：位于山庄东北角，邻近千像寺。《钦定盘山志》中未收录，但同治年间绘的《盘山图》中收录，故此处是乾隆十九年后扩建。21世纪初尚存一座高大的台基以及叠石。
  - 极望澄鲜：位于山庄东北部高敞之地的亭子，曰“极望澄鲜”。21世纪初已看不到建筑基址。
  - 小普陀：位于接近山庄北墙的西岗夹谷内，为新增六景之一。水到此流进一潭，潭边原来有许多竹子。潭东北有一重檐攒尖顶方形亭，刻木为壁，亭内供奉观音，潭水被当作落伽大海，所以此处名为“小普陀”。21世纪初，仅存刻在一块巨石上的嘉庆帝御制诗。
  - 林深石润：位于小普陀以东，当地人称“火道”。21世纪初，尚存花岗岩堆砌的假山，尚存的建筑基址应是读画楼的遗址，还尚存卵石路，假山前面有一块巨石，其中一面刻有“林深石润”，其他三面都有乾隆帝御制诗。
  - 清虚玉宇：位于小普陀西南，层岩飞翠东北的高岗之上，为内八景之一，是一道教建筑，当地人称“玉皇阁”。主体建筑为一圆形的阁，周围有廊庑。南面有殿，东西两侧有配房，平面呈外方内圆的形制。此处地势高，可俯瞰层岩飞翠。21世纪初尚存建筑基址。
  - 池上居：位于东涧西岸、太古云岚东北，为新增六景之一。自太古云岚到池上居的入口处有对峙的两崖，中间有砖石门楼，称为“披云栈”，又称“款烟霏”。进门便入池上居。池上居的中心是水池，有北房以及西配房，从北到南有三个水池，作阶梯状排列，最北面的一池是圆形，其他两池是半月形。池旁原来是许多叠石，1975年兴建盘山水库时被拆去不少。池东有涵碧亭，北房后面有琴峡亭。21世纪初尚存建筑基址，水池已淤满泥沙。
  - 农乐轩：位于寿萱堂以南、东涧西岸，为新增六景之一。这里在平地北面建屋，称为“农乐轩”，南面建亭，称为“南轩”，是皇帝劝农之处。21世纪初尚存柱础和建筑基址。[5]

- 西涧区：西涧，当地人称“南涧”，为盘山各涧中水势最盛者。从北到南分别有贞观遗踪、众音松吹、小石城、婉娈草堂、四面芙蓉等等景致。[5]
  - 贞观遗踪、千尺雪：位于山庄西北的涧底。传说唐太宗东征路过时，在一块巨石上晾甲胄，所以该石人称“晾甲石”，乾隆帝在东崖壁题有“贞观遗踪”四字，为内八景之一。诸山之水汇流到该涧底，水激石如跳珠。乾隆帝将此处比作寒山千尺雪，在崖壁上御书“千尺雪”三字。大字旁边的石头上还有多首乾隆帝御制诗。西岸有一座面阔三间的小房，小房前有长廊通往水石中的水榭，在水榭可观赏千尺雪。21世纪初，此处的建筑基址均已无存，仅存摩崖石刻。
  - 小石城：位于涧西岩的高岗之上，为叠压的大片巨石，占地面积近万平方米，当地人称“石海”。边缘临涧处的一块巨石上刻有乾隆帝的小石城诗。巨石前面有亭，21世纪初尚存基址。21世纪初，小石城位于烈士陵园及荣军疗养院院内，
  - 众音松吹、婉娈草堂：位于涧东。主体建筑为婉娈草堂，仿董其昌画作《婉娈草堂》而建，此处松声同水声相和，众音松吹为内八景之一。附近茂林中有翠市亭、清啸亭、松湍流韵等景致。众音松吹以南、太古云岚墙外的西北角，有三座圆形水池，当地人称“眼镜湖”，以及大片建筑基址与叠石。
  - 四面芙蓉：位于太古云岚西南、静寄山庄以北的小高地上，为内八景之一，是一座亭，仿李白的匡卢。21世纪初，这里因开山采砂，故建筑基址已无存。[5]

- 山岳区：即石佛山诸景，有石佛殿、朵山亭、罨翠亭、摩青亭、攓云亭、半天楼、泠然阁、镜圆常照、雨花室、云林石室等景致。[5]
  - 石佛殿：位于山的南麓半山腰，殿内有三尊石佛像，为西方三圣，中间的主像阿弥陀佛高二丈四尺，留有胡须；两侧的菩萨像高一丈八尺，据乾隆仿张僧繇画而雕。石佛殿在民国十六年（1927年）被毁，一尊佛像毁于1970年代末盘山水库建设中，另外两尊佛像在1990年代初迁到玉石庄，后来成为万佛寺内的主像。21世纪初，石佛殿尚存建筑基址以及乾隆帝“面目是真山”刻石。
  - 朵山亭：位于石佛殿下，21世纪初尚存基址。亭后面有一块巨石，刻有御制朵山亭诗。
  - 罨翠亭：位于石佛殿以东。附近有御题“濯烟扉”刻石。21世纪初，上述建筑及刻石均无存。
  - 镜圆常照：位于朵山亭下，层岩飞翠以西，为内八景之一。传说此处原来是“感化寺”，兴建山庄时改建成“竺招提寺”。在该建筑遗址中曾发现辽代的砖瓦。
  - 半天楼：位于山的西麓平坦处，为新增六景之一。在高台上有两层楼，面阔五间，歇山顶。乾隆帝曾在此多有题咏。21世纪初，尚存建筑基址。
  - 攓云亭：位于山的顶峰以东，平面呈八角形。21世纪初，尚存建筑基址。
  - 摩青亭：位于半天楼东北，21世纪初，尚存建筑基址。从这里向北望，可见到山庄外的山腰上刻有乾隆帝御题“萝屏”二字的巨石，每字高4.5米。
  - 泠然阁：位于山的东谷，为新增六景之一。是一小型四合院式建筑群，坐西朝东。院内有一外形像手掌的巨石，上面有御题“仙掌”二字，旁边的山石上刻有乾隆帝御制诗。21世纪初，尚存建筑基址和院墙，“仙掌”石已被开山采石者破坏。
  - 雨花室：位于泠然阁东北，为新增六景之一。为四合院，室外有红梅。乾隆帝赞此处红梅胜于御园。21世纪初，尚存建筑基址。
  - 云林石室：位于雨花室西北，是巨石形成的天然石室。石上有御题“云林石室”四字。21世纪初，石室和题字已被开山采石者破坏。[5]